# 今村次吉

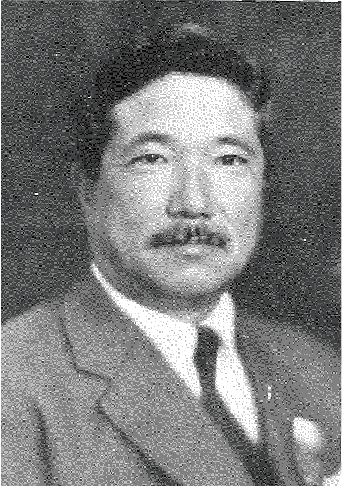
今村次吉

今村 次吉（いまむら じきち、1881年（明治14年）3月15日 - 1943年（昭和18年）4月17日）は、日本の大蔵官僚、実業家。東京帝国大学卒業。大日本蹴球協會（日本サッカー協会の前身）初代会長。大日本レスリング協会（日本レスリング協会の前身）会長。大日本陸上競技連盟（日本陸上競技連盟の前身）顧問。

## 経歴
今村有隣（1841年-1924年）の次男として生まれる。有隣は明治・大正期の著名なフランス語学者。また兄の今村新吉（1874年-1946年）は京都帝國大學教授を務め、日本の精神病理学者の先駆者と呼ばれた人物である。
1891年に東京高等師範学校附屬小學校（現・筑波大学附属小学校）、1897年に東京高師附屬中學校（現・筑波大学附属中学校・高等学校）を卒業。第一高等學校に進学。東京帝國大學在学時には陸上競技に転向し活躍した。1904年（明治37年）に東京帝大法科大学卒業後、 大蔵省に入省。同年11月、文官高等試験行政科試験に合格。大蔵省書記官、 ロシア駐在財務官を務め、1920年（大正9年）に退官し、東京市財務局長を務めた。後に亞細亞林業社長、日露實業常務を務めた。
この傍ら1912年ストックホルムオリンピックに日本が初参加する時の予選会では競技委員（スターター）を務めた。戦前の日本スポーツ界の重鎮である嘉納治五郎の信任が厚く、1913年（大正2年）には大日本体育協会総務理事の7人の一人に選出された。　
1921年（大正10年）に大日本体育協会の筆頭理事であった関係で、日本蹴球協會の会長に就任し1933年（昭和6年）まで同職を務めた。在任中に日本サッカーのレベルは急速に発展し、後にベルリンの奇跡と呼ばれた成果を生み出した。また翌1934年（昭和7年）から1941年（昭和16年）までは大日本レスリング協会の会長を務めた。
1943年（昭和18年）4月17日に死去、享年64。
2005年には第1回日本サッカー殿堂入りを果たした。

## 家族
- 父・今村有隣
- 兄・今村新吉
- 岳父・加地匡郷 (1835-) ‐ 西条藩士・加地万右衛門の長男。江戸で槍術を修め、紀伊藩の槍術師範役となる[4]。幕末には三浦安らと国事に奔走したのち明治2年に和歌山藩権大参事に就き、翌年より同藩最期の藩主徳川茂承の家令を務めた。紀和鉄道大株主。[5][6]
- 妻・喜久子 (1885-) ‐ 匡郷の娘。東京府立第二高等女学校卒。[7]
- 長男・進一 (1907-) ‐ 大蔵省銀行検査官。京大経済卒。岳父に片岡安。[7]
- 長女・貞子(1908-) ‐ 日本相互銀行取締役社長・日本銀行理事の坂口芳久（1902-1963）の妻。[7]
- 三女・亀美子(1922-)‐海軍航空廠研究者・福島順三の妻。順三は1905年福岡生まれ、東北帝国大学物理科卒。長女・宏子の夫に名古屋大学教授（天文学）・河鰭公昭（子爵河鰭実英二男）。[8]
- 義兄・加地吉彦 (1871-) ‐ 妻の兄(匡郷の長男)。東京市立商業学校校長。東京高等商業学校卒業後、新潟、沼津の商業学校教師を経て福井市立福井商業学校校長、三越呉服店に転じたのち1922年東京市商校長就任。[9]

## 陸上競技との関係
1897年に東京高師附屬中學校（現・筑波大学附属中学校・高等学校）を卒業後、第一高等學校に進学。1899年5月13日に学内レースとして企画した上野不忍池周回競技（12マイル＝20.92㎞）で、当時、ランナーとして有名だった木下東作を破って優勝した。1900年、東京帝大進学後も運動会で活躍。同年11月の運動会では200、400、1000mの3種目で優勝した。

## サッカーとの関係
東京高師附屬小學校時代に坪井玄道に蹴球を学んだが、当時はサッカーはそれ程普及しておらず（日本のサッカー#歴史参照）、野球や陸上競技が一般的であった。その為、小学校時以降はサッカーから遠ざかり、選手としての実績は無い。
その後、1919年（大正8年）にイギリスから銀杯が寄贈された事をきっかけに日本サッカーを統括する団体を創設する動きが始まり、東京高師の内野台嶺（教授）やイギリス大使館のウィリアム・ヘーグ（参事官）の協力により組織作りは進んだ。しかし当時は、オリンピック参加のために大日本体育協会が設立され、オリンピック予選会等は体協主催で行われていた。日本初の単一競技団体の会長とあって、就任承諾はなかなか得られず会長の人選は難航したが、最終的に体協の筆頭理事である今村が承諾した。
第1回理事会は創立日の1921年（大正10年）9月10日午後6時から今村の私邸で行われ、協会成立を発表する具体案、全国優勝競技大会（後の天皇杯全日本サッカー選手権大会）の概要等を確認、9月16日に京橋区宗十郎町の協会事務所で発表会が行われた。なお創設時の役員は以下の通りとなっている。
名誉会長
- 公爵 徳川家達
- 英国大使 エリオット

会長
- 今村次吉

顧問
- 嘉納治五郎
- 侯爵 鍋島直映
- 男爵 後藤新平
- 岸清一

賛助員
- ウィリアム・ヘーグ
- 大谷光明
- 永田秀次郎
- 見島叡吉郎

理事
- 近藤茂吉（総務）
- 内野台嶺 （庶務）
- 熊坂圭三 （庶務）
- 吉川準二郎（会計）
- 永井道明（競技）
- 武井群嗣（編集）
- 高橋礼本（編集）

## 栄典
- 1919年（大正8年）8月11日 - 正五位[10]